# 拟鳗荷马条鳅
拟鳗荷马条鳅（学名：Homatula anguillioides）为為輻鰭魚綱鯉形目條鰍科荷馬條鰍屬的其中一種鱼类。在中国，分布于澜沧江水系等，常栖息于多水草的缓流水体。，體長可達13.5公分该物种的模式产地在洱源。

## 扩展阅读
維基物種上的相關：拟鳗副鳅